# Крмпотське Водиці
45°07′ пн. ш. 14°59′ сх. д. / 45.11° пн. ш. 14.98° сх. д.
Крмпотське Водиці (хорв. Krmpotske Vodice) — населений пункт у Хорватії, у Приморсько-Горанській жупанії у складі міста Новий Винодольський.

## Населення
Населення за даними перепису 2011 року становило 0 осіб.
Динаміка чисельності населення поселення:

## Клімат
Середня річна температура становить 6,95 °C, середня максимальна – 19,84 °C, а середня мінімальна – -5,77 °C. Середня річна кількість опадів – 1569 мм.
| Клімат поселення                              | Клімат поселення | Клімат поселення | Клімат поселення | Клімат поселення | Клімат поселення | Клімат поселення | Клімат поселення | Клімат поселення | Клімат поселення | Клімат поселення | Клімат поселення | Клімат поселення | Клімат поселення |
| Показник                                      | Січ.             | Лют.             | Бер.             | Квіт.            | Трав.            | Черв.            | Лип.             | Серп.            | Вер.             | Жовт.            | Лист.            | Груд.            |                  |
| Середній максимум, °C                         | 3,45             | 3,92             | 6,20             | 9,91             | 14,68            | 18,41            | 19,84            | 19,55            | 16,00            | 11,88            | 6,84             | 3,35             |                  |
| Середня температура, °C                       | −1,16            | −0,69            | 1,58             | 5,31             | 10,06            | 13,81            | 16,01            | 15,72            | 12,16            | 8,04             | 3,00             | −0,48            |                  |
| Середній мінімум, °C                          | −5,77            | −5,29            | −3,02            | 0,69             | 5,47             | 9,19             | 12,18            | 11,87            | 8,31             | 4,21             | −0,83            | −4,32            |                  |
| Норма опадів, мм                              | 105              | 107              | 118              | 135              | 116              | 128              | 88               | 109              | 146              | 177              | 191              | 149              |                  |
| Середньомісячна швидкість вітру, м/с          | 3.65             | 3.75             | 3.75             | 3.44             | 3.16             | 2.98             | 2.85             | 2.88             | 3.14             | 3.48             | 3.88             | 3.98             |                  |
| Середньомісячна сонячна радіація, кДж/м²·день | 4440             | 7211             | 10451            | 14798            | 18933            | 20471            | 22054            | 18750            | 13755            | 8924             | 4777             | 3689             |                  |
| --------------------------------------------- | ---------------- | ---------------- | ---------------- | ---------------- | ---------------- | ---------------- | ---------------- | ---------------- | ---------------- | ---------------- | ---------------- | ---------------- | ---------------- |
| Джерело:                                      |                  |                  |                  |                  |                  |                  |                  |                  |                  |                  |                  |                  |                  |